# Запис Грујића орах (Текија)
Запис Грујића орах (Текија) се налази на парцели чији је власник Грујић Радул.

## Локација
| Општина             | Параћин                                                                     |
| Катастарска општина | Текија                                                                      |
| Потес               | Кључ                                                                        |
| Координате          | 43° 50′ 42″ С; 21° 25′ 44″ И / 43.845100000000002° С; 21.428999999999998° И |
| Надморска висина    | 164m                                                                        |

## Карактеристике
Дендрометријске вредности утврђене на терену и сателитским снимцима:
| Стабло                     | Орах |
| Висина стабла              | m    |
| Обим дебла                 | m    |
| Пречник крошње             | 8m   |
| Пречник дебла              | m    |
| Висина дебла до прве гране | m    |

## База записа
Запис је у оквиру Викимедија пројекта "Запис - Свето дрво" заведен под редним бројем 0662.